# Wapen van Haarlemmermeerpolder
Het wapen van Haarlemmermeerpolder werd op 28 februari 1859 per besluit van de Minister van Binnenlandse Zaken aan het waterschap Haarlemmermeerpolder toegekend. In 1978 ging het waterschap met een aantal andere polderbesturen op in het nieuwe waterschap Groot-Haarlemmermeer. Hiermee verviel het wapen.

## Blazoenering
De blazoenering luidt als volgt:
Zijnde een schild coupé golvende, het bovenste deel van goud met een werkend stoomgemaal van keel, waarop de letters W.I. van goud en abime, staande op eenen grond van sinopel; het onderste deel golvende van vier stukken, zilver en lazuur.
De heraldische kleuren zijn: goud (geel), lazuur (blauw), sinopel (groen) en zilver.

## Geschiedenis
Het waterschap ontstond na het droogleggen van de Haarlemmermeer. J.P. Amersfoordt ontwierp een wapen,  dat werd afgewezen vanwege enkele onjuistheden. Het nieuwe ontwerp werd niet bij koninklijk besluit, maar per ministeriële regeling toegekend.

## Symboliek
Het gemaal in het wapen is het gemaal De Cruquius dat tussen 1849 en 1852 met een paar andere gemalen de Haarlemmermeerpolder heeft drooggemalen. Het water geeft aan dat de Haarlemmermeerpolder voor de drooglegging een woeste binnenzee was, dit deel van het wapen is gebaseerd op het Wapen van Haarlemmermeer. De letters WI op het gemaal verwijzen naar koning Willem I.

## Vergelijkbare wapens

Het wapen van Waterschap Groot-Haarlemmermeer
Het tweede voorgestelde wapen voor de gemeente Haarlemmermeer, uiteindelijk werd het water in het uiteindelijke wapen opgenomen
Het eerste wapen van Haarlemmermeer